# Anomoporia
Anomoporia is een geslacht van schimmels behorend tot de familie Amylocorticiaceae. De typesoort is Anomoporia bombycina. Het geslacht is beschreven door mycoloog Zdeněk Pouzar en in 1966 geldig gepubliceerd.

## Soorten
Het geslacht bestaat uit zeven soorten (peildatum april 2023):
| Soortnaam               | Auteur(s)              | Publicatiejaar |
| ----------------------- | ---------------------- | -------------- |
| Anomoporia ambigua      | A. David & Gilles      | 1987           |
| Anomoporia bombycina    | (Fr.) Pouzar           | 1966           |
| Anomoporia dumontii     | Hjortstam & Ryvarden   | 1987           |
| Anomoporia irpicoides   | Hjortstam & Ryvarden   | 1987           |
| Anomoporia kamtschatica | (Parmasto) Bondartseva | 1972           |
| Anomoporia neotropica   | Ryvarden               | 2007           |
| Anomoporia vesiculosa   | Y.C. Dai & Niemelä     | 1994           |